# Wewnętrzna Kartlia
Wewnętrzna Kartlia (gruz. შიდა ქართლის მხარე, Szida Kartli) – region w centralnej Gruzji, ze stolicą w Gori. Region ograniczony jest Wielkim i Małym Kaukazem, centralną częścią jest Kotlina Wewnątrzkartlijska.

## Geografia
W skład Kartlii Wewnętrznej wchodzą następujące dystrykty, wraz z liczbą mieszkańców (2016):
- Gori – 48 300 (miasto), 77,800 (gmina)
- Kaspi – 43 700
- Kareli – 41 300
- Eredvi, Tighwa, Kurta (poza kontrolą rządu gruzińskiego, dane statystyczne nie zbierane)
- Chaszuri – 52 700

Północna część regionu (Dżawa oraz fragmenty Kareli i Gori, łączny obszar 1393 km²) leży na terytorium samozwańczej Republiki Południowej Osetii.

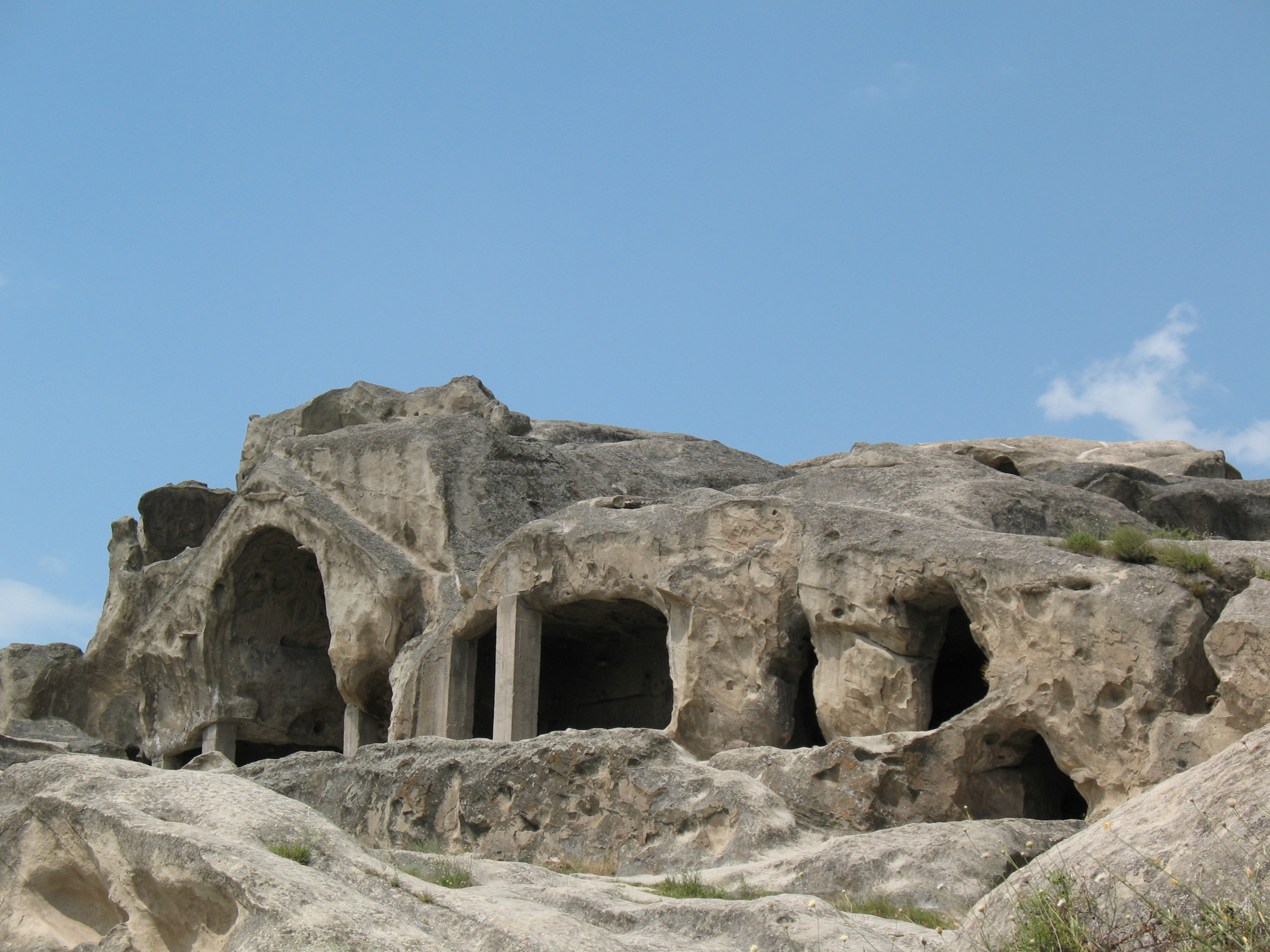
Skalne miasto Uplisciche

Przez południową część regionu biegną główne kolejowe i drogowe arterie kraju. Przemysł skupiony jest w ośrodkach miejskich w Gori, Kareli i Kaspii. Region słynie z upraw owoców i warzyw, natomiast w jego północnej części powszechna jest hodowla zwierząt.

## Zabytki
Gori jest miejscem urodzenia Józefa Stalina. Dom, w którym się urodził i żył do 1883 r., jest muzeum z eksponatami poświęconymi jego osobie. Przed miejskim ratuszem do 2010 roku stał pomnik Stalina. W mieście znajduje się też twierdza Gori. Około 6 km od Gori, na lewym brzegu rzeki Kury, znajduje się skalne miasto Uplisciche z II tysiąclecia przed naszą erą.